# NGC 4346
NGC 4346 é uma galáxia lenticular (SB0) localizada na direcção da constelação de Canes Venatici. Possui uma declinação de +46° 59' 38" e uma ascensão recta de 12 horas, 23 minutos e 27,9 segundos.
A galáxia NGC 4346 foi descoberta em 1 de Abril de 1788 por William Herschel.